# Diocesi di Parembole di Fenicia
La diocesi di Parembole di Fenicia (in latino Dioecesis Parembolena in Phoenicia) è una sede soppressa e una sede titolare soppressa della Chiesa cattolica.

## Storia
Parembole (in greco: παρεμβολή) significa "accampamento" o "campo delle tende" e fa riferimento alle tribù arabe nomadi del Medio Oriente, le quali, convertitesi al cristianesimo, furono dotate di un proprio vescovo e di proprie strutture. Nelle fonti coeve, i vescovi delle Parembole sono indicati come vescovi "degli arabi" o "dei saraceni".
Secondo Vailhé la diocesi di Parembole di Fenicia avrebbe avuto origine nella prima metà del V secolo quando il vescovo san Nonno, che resse a più riprese le sedi di Eliopoli e di Edessa e a cui si deve anche la conversione di santa Pelagia, convertì al cristianesimo una tribù di 30.000 nomadi arabi nei pressi di Eliopoli.
Lo stesso autore attribuisce a questa antica diocesi un solo vescovo certo, Eustazio, documentato in due occasioni. Prese parte al concilio di Calcedonia nel 451, dove è indicato come "vescovo della nazione dei Saraceni" (in greco: ἔθνους Σαρακηνῶν). Nel 458 sottoscrisse, come episcopus Saracinorum, la lettera dei vescovi della Fenica Seconda all'imperatore Leone in seguito all'uccisione del patriarca alessandrino Proterio.
Gams e Le Quien aggiungono un altro nome, Mosè (venerato come santo, secondo Gams), che tuttavia secondo Vailhé non fu mai vescovo di questa sede. Per Le Quien inoltre, la diocesi del vescovo Eustazio è denominata Ecclesia tribus Saracenorum, la Chiesa della tribù dei Saraceni.
Questa ricostruzione storica, dovuta soprattutto agli studi di Siméon Vailhé, è tuttavia controversa, così come differente è la ricostituzione dell'archetipo dell'unica Notitia episcopatuum del patriarcato di Antiochia, fatta a partire dalle diverse recensioni note. Secondo Honigmann, Vailhé ha impropriamente associato il termine Σαραχηνών (Saraceni) della Notitia episcopatuum con Parembole, creando così una diocesi di Parembole di Fenicia; lo stesso Honigmann ritiene insostenibili le affermazioni storiche di Vailhé, anche quelle relative al vescovo Nonno. In base alla ricostruzione della Notitia episcopatuum antiochena fatta da Honigmann, esiste una sola diocesi di Parembole, ed è quella di Arabia, suffraganea dell'arcidiocesi di Bosra; mentre tra le suffraganee di Damasco è annoverata la "diocesi dei Saraceni".
Nel 1933, con la pubblicazione dell'Index sedium titularium della Chiesa cattolica, fu aggiunta la sede vescovile titolare di Parembole di Fenicia, suffraganea dell'arcidiocesi di Damasco nel patriarcato di Antiochia. Il titolo fu assegnato in una sola occasione, a Abdallah Nujaim, eparca emerito di Baalbek dei Maroniti. La sede è stata soppressa nel 2010 e nell'Annuario pontificio al suo posto è stata inserita la sede titolare di Parembole di Arabia.

## Cronotassi

### Vescovi greci
- Eustazio † (prima del 451 - dopo il 458)

### Vescovi titolari
- Abdallah Nujaim † (12 novembre 1966 - 18 marzo 1979 deceduto)